# 와이즈 어니스트 압류 사건
와이즈 어니스트 압류 사건은 미국이 북한 화물선 와이즈 어니스트를 압류한 사건이다.

## 역사
2017년 8월 유엔 안전 보장 이사회 결의 제2371호에 따라 북한은 석탄, 철광석, 희토류 등의 광물 수출이 전면 금지되었다.
와이즈 어니스트(Wise Honest)호는 1980년 건조된 길이 176.6m, 폭 26m, 1만7061t급의 북한내 최대급 화물선으로, 미국이 제재명단에 올린 송이종합무역회사 계열사인 송이운송회사 소유로 파악된다. 북한 국적 선박 가운데 두 번째로 큰 선박으로 알려져 있다.
2018년 4월 1일, 300만 달러 상당에 해당하는 북한산 석탄 2만6000톤을 싣고 있던 와이즈 어니스트(Wise Honest)호가 인도네시아 당국에 의해 압류되었다. 인도네시아 당국은 해상인명안전협약(SOLAS)에서 규정한 선박자동식별장치(AIS)를 껐다는 이유로 2만 5000t 가량의 석탄을 싣고 발릭파판 인근 해상을 항해하던 와이즈 어니스트를 억류했다.
2018년 11월 19일, 발릭파판 형사법원이 와이즈 어니스트호의 북한인 선장에게 무죄를 선고하고 인도네시아 현지인 브로커에게 와이즈 어니스트호에 실려있던 석탄 2만6천500t의 판매를 허용했다.
2019년 2월 19일, 인도네시아 세관 당국의 서류에 따르면, 인도네시아 에코 세티아모코가 해당 석탄에 대한 판매 계약을 맺었다.
2019년 3월, 유엔 안전 보장 이사회 대북제재위원회 전문가패널은 북한산 석탄 2만5500t을 운반한 와이즈 어니스트호의 출항지가 남포라고 보고서를 제출했다.
2019년 4월 13일, 북한 선박 '와이즈 어니스트'호에서 옮겨 실은 북한 석탄 2만6500t, 약 300만 달러어치를 실은 파나마 선적의 동탄호가 1주일째 공해상에 떠있다고 보도되었다. 말레이시아 케마만 항으로 입항하려고 했지만, 말레이시아 당국이 입항을 불허했고, 그러자 다시 인도네시아 발릭파판 항구로 목적지를 정했지만, 아직 출발하지 않고 있다고 한다.
파나마 선적 동탄(Dong Thanh)호를 운영 중인 베트남 선사 보스코(VOSCO) 사는 "믿을 만한 중개인 채널을 통해 소개된 인도네시아산 석탄 위탁화물을 적재하기 위해 해당 선박을 빌렸다"면서, 북한이 원산지인지는 몰랐으며, 사기를 당했다고 주장했다. 관련 서류에는 석탄의 화주(Shipper)와 수화인(Consignee)이 동일 주소를 사용하는 중국 난징의 한 회사로 적혀있었다. 결국 실제 석탄은 인도네이사에서 말레이시아로 이동하지만, 서류상으로는 중국에 있는 같은 회사가 이 석탄을 보낸 뒤 다시 받는다는 의미이다. 
2019년 5월 11일, 북한 석탄 불법 운송 혐의로 인도네시아에 억류됐던 와이즈 어니스트호가 미국령 사모아에 도착했다.
2019년 5월 17일, 북한 김성 유엔 주재 북한 대사가 안토니우 구테흐스 유엔 사무총장에게 화물선 압류가 국제법 위반이라고 항의하는 편지를 보냈다.

## 중국
이번 사건의 관련 서류에 중국 회사가 등장한다. 실제 북한산 석탄을 수입한 나라가 중국인지 의심할 수 있는 대목이다.
2016년 중국의 북한산 석탄 수입량은 2250만톤으로 20억달러(한화 약 2조1390억원)에 달하는 규모였다. 그러다가 2017년 8월 유엔 안전 보장 이사회 결의 제2371호에 따라 북한은 석탄 수출이 전면 금지되었다.

## 러시아
2018년 2월, 미국 정부의 독자제재를 우려한 러시아 기업들이 나진항을 통한 석탄 수출이 중단했다.
2018년 9월 5일, 러시아가 나진항을 통한 석탄 수출을 재개했다. 극동 연해주 주지사 권한대행 안드레이 타라센코는 "(나진항) 부두 시설은 (유엔 안보리 대북) 제재 대상이 아니며 이 시설을 석탄 환적 기지로 이용하는 허가가 있다"고 말했다.
최근 3년 동안 북한 나진항을 통해 러시아산 석탄 505만 톤이 중국으로 수출되었다. 포스코는 러시아산 석탄 100만 톤을 매년 수입하고 있다. 한국은 매년 석탄 18조원, 석유 90조원, 가스 20조원 어치를 외국에서 수입하고 있다.

## 같이 보기
- 조선민주주의인민공화국산 석탄 대한민국 반입 사건
- 나진-하산 프로젝트